# Абросимов, Иван Александрович
Ива́н Алекса́ндрович Абро́симов (22 сентября 1922 — 22 июня 1989) — участник Великой Отечественной войны в звании младшего лейтенанта, командира взвода управления 320-го гаубичного артиллерийского полка 25-й гаубичной артиллерийской бригады 7-й артиллерийской дивизии прорыва 46-й армии 2-го Украинского фронта). Герой Советского Союза (1945), полковник (1983).

## Биография
Русский по национальности, Абросимов получил неоконченное среднее образование и впоследствии занял должность инспектора райфинотдела.
В ряды Советской Армии вступил в 1941 году и в следующем, 1942 году оказался на фронте. В 1944 году окончил Томское артиллерийское училище. В ночь на 5 декабря 1944 года у города Эрчи, находящегося южнее Будапешта, состоялась переправа на правый берег Дуная первого эшелона стрелковых частей. С ними переправился и Абросимов, на тот момент командир взвода управления 320-го гаубичного артиллерийского полка. После этого он приступил к исполнению обязанностей, в которые входили разведка целей противника и корректировка огня, призванная подавить их и уничтожить. Результатом проведённой работы стали удержание десантом плацдарма, обеспечение переправы через реку главных сил и развёртывание наступления на Будапешт. 24 марта 1945 года Абросимову было присвоено звание Героя Советского Союза. В том же году он вступил в КПСС.
После окончания войны проходил службу в Запорожье, будучи райвоенкомом Ленинского района города. В отставку Абросимов вышел в 1983 году.

## Награды
- Медаль «Золотая Звезда» Героя Советского Союза № 4874 [2]
- Орден Ленина № 39837 [2]
- Орден Отечественной войны I степени[2]
- 2 Ордена Красной Звезды[2]
- Медали[2]